# Armin Eickmann
Armin Eickmann ist ein ehemaliger deutscher Basketballspieler. 1974 war er Kapitän der Meistermannschaft vom SSV Hagen.

## Laufbahn
Eickmann spielte von 1968 bis 1975 für den SSV Hagen in der Basketball-Bundesliga. 1974 führte er den SSV als Mannschaftskapitän zum Gewinn des deutschen Meistertitels.
Beruflich wurde Eickmann als Lehrer tätig.